# Resultados do Carnaval do Rio de Janeiro em 1982
Nesta página estão listados os resultados dos concursos de escolas de samba, blocos de empolgação, blocos de enredo, frevos carnavalescos, ranchos carnavalescos, e sociedades carnavalescas do carnaval do Rio de Janeiro do ano de 1982. Os desfiles foram realizados entre os dias 19 e 27 de fevereiro de 1982.
Império Serrano conquistou seu nono título de campeão com um desfile sobre o carnaval no qual também criticou o gigantismos das escolas de samba da época. O enredo "Bum Bum Paticumbum Prugurundum" foi sugerido pelo carnavalesco Fernando Pamplona. O desfile foi confeccionado pelas carnavalescas Rosa Magalhães e Lícia Lacerda, que foram campeãs pela primeira vez na folia carioca. Um dos destaques do desfile foi o samba-enredo, constantemente listado entre os melhores da história do carnaval. Portela foi a vice-campeã por dois pontos de diferença para o Império. Campeã nos dois anos anteriores, a Imperatriz perdeu o tricampeonato após ser punida por colocar pessoas em cima das alegorias, o que era proibido pelo regulamento. Últimas colocadas, Império da Tijuca e Unidos de São Carlos foram rebaixadas para a segunda divisão.
Caprichosos de Pilares venceu o Grupo 1-B com um desfile sobre as feiras-livres. Unidos do Jacarezinho conquistou o título do Grupo 2-A homenageando o compositor Geraldo Pereira, morto em 1955. Unidos da Vila Santa Tereza foi a campeã do Grupo 2-B prestando um tributo ao cantor Ataulfo Alves, morto em 1969. Grilo de Bangu, Fala Meu Louro, Unidos da Gregório de Vigário Geral, Unidos da Lapa e Mocidade Unida de Marechal Hermes foram os vencedores dos grupos de blocos de empolgação.
Canários das Laranjeiras; Unidos da Vila Kennedy; Leão de Nova Iguaçu; Acadêmicos do Vidigal; Império da Gávea; Acadêmicos da Abolição; Mataram Meu Gato; Unidos da Venda Grande; Arrastão de São João; Dragão de Nilópolis; Unidos do Catruz; Unidos da Galeria; Portelinha, Sangue Jovem e Silêncio do Amor foram os campeões dos grupos de blocos de enredo. Misto Toureiro ganhou a disputa de frevos. Decididos de Quintino e Aliados de Quintino venceram os grupos de ranchos. Diplomatas da Tiradentes foi campeão do concurso das grandes sociedades.

## Escolas de samba

### Grupo 1-A
O desfile do Grupo 1-A foi organizado pela Associação das Escolas de Samba da Cidade do Rio de Janeiro (AESCRJ) e realizado na Rua Marquês de Sapucaí, entre as 18 horas e 35 minutos do domingo, dia 21 de fevereiro de 1982, e as 12 horas do dia seguinte.
| Ordem dos desfiles |
| 1. Unidos de Vila Isabel 2. Unidos de São Carlos 3. União da Ilha do Governador 4. Estação Primeira de Mangueira 5. Acadêmicos do Salgueiro 6. Beija-Flor 7. Unidos da Tijuca 8. Portela 9. Mocidade Independente de Padre Miguel 10. Imperatriz Leopoldinense 11. Império da Tijuca 12. Império Serrano |

Quesitos e julgadores
Após dois anos sem ser julgado, o quesito Mestre-Sala e Porta-Bandeira voltou a valer pontos. Com isso, as escolas foram avaliadas em dez quesitos, um a mais do que no ano anterior.
| Quesitos | Quesitos                     | Valor         | Julgador 1         | Julgador 2             |
| -------- | ---------------------------- | ------------- | ------------------ | ---------------------- |
|          | Bateria                      | 1 a 10 pontos | Nelson de Macedo   | Dirceu Santos Machado  |
|          | Harmonia                     | 1 a 10 pontos | Abelardo Magalhães | Armando Vieira         |
|          | Samba-Enredo                 | 1 a 10 pontos | Tereza de Oliveira | Reginaldo Bessa        |
|          | Evolução                     | 1 a 10 pontos | Alice Colino       | Lourdes Bastos         |
|          | Fantasias                    | 1 a 10 pontos | Luis Carlos Ripper | Lucy Maria Borocinsky  |
|          | Enredo                       | 1 a 10 pontos | Emanuel Brasil     | Maria Alice Barroso    |
|          | Comissão de Frente           | 1 a 10 pontos | Adelson do Prado   | Emília do Rego Barros  |
|          | Alegorias e Adereços         | 1 a 10 pontos | Gianguido Bonfanti | Heloísa Aleixo Lustosa |
|          | Mestre-Sala e Porta-Bandeira | 1 a 5 pontos  | Nora Esteves       | Áurea Hammerli         |
|          | Conjunto                     | 1 a 5 pontos  | Alair Gomes        | Celeida Tostes         |

#### Classificação
Império Serrano foi o campeão, conquistando seu nono título na elite do carnaval carioca e quebrando o jejum de dez anos sem conquistas. O título anterior da escola foi conquistado em 1972. Última escola a se apresentar, o Império iniciou seu desfile por volta das 10 horas e 35 minutos da manhã de 22 de fevereiro de 1982, sob calor de 37 graus. O enredo "Bum Bum Paticumbum Prugurundum" foi sugerido pelo carnavalesco Fernando Pamplona e seu título foi retirado de uma entrevista de Ismael Silva no qual o sambista utilizava uma onomatopeia para demonstrar o andamento do samba. Para confeccionar o desfile, Pamplona indicou as carnavalescas Rosa Magalhães e Lícia Lacerda, que foram campeãs pela primeira vez na folia carioca. O desfile relembrou antigos carnavais e criticou o gigantismo das escolas de samba da época. A apresentação foi dividida em três partes: Praça Onze ou Fase Autêntica; Candelária ou Fase da Interação; e Marquês de Sapucaí ou Superescolas de Samba S.A. Tanto o desfile quanto o samba-enredo, composto por Aluízio Machado e Beto Sem Braço, são constantemente listados entre os melhores da história do carnaval carioca.
Portela ficou com o vice-campeonato, por dois pontos de diferença para a campeã, com um desfile sobre o folclore brasileiro. Campeã nos dois anos anteriores, a Imperatriz Leopoldinense conquistou a terceira colocação com um desfile sobre a cultura brasileira. A escola seria tricampeã se não perdesse seis pontos por infringir o regulamento. Estação Primeira de Mangueira ficou em quarto lugar com uma apresentação sobre as noites na cidade do Rio de Janeiro. Com um desfile sobre o carnaval, a União da Ilha do Governador se classificou em quinto lugar. Mangueira e Ilha empataram em pontos totais. O desempate se deu no quesito Bateria, onde a Mangueira obteve pontuação maior. Beija-Flor foi a sexta colocada com uma apresentação sobre a literatura de cordel, o folclore e as lendas do estado de Pernambuco. A escola seria a terceira colocada, caso não perdesse pontos por infringir o regulamento. Sétima colocada, a Mocidade Independente de Padre Miguel realizou um desfile sobre o Rio São Francisco. Acadêmicos do Salgueiro ficou em oitavo lugar com uma apresentação sobre o imaginário infantil. Prestando um tributo ao jornalista e escritor carioca Lima Barreto, morto em 1922, a Unidos da Tijuca se classificou em nono lugar. Unidos de Vila Isabel foi a décima colocada apresentando antigas histórias do seu bairro de origem, Vila Isabel; além de homenagear o cantor Noel Rosa, morto em 1937.
Recém promovido ao Grupo 1-A, após conquistar o vice-campeonato do Grupo 1-B do ano anterior, o Império da Tijuca foi rebaixado de volta para a segunda divisão. Penúltimo colocado, o Império homenageou o estado brasileiro do Paraná. De volta ao Grupo 1-A, após vencer o Grupo 1-B no ano anterior, a Unidos de São Carlos foi rebaixada de volta para a segunda divisão. Última colocada, a escola realizou um desfile sobre as histórias e as lendas das rendeiras do Brasil.
| Legenda: Desfile dos Campeões Rebaixadas para o Grupo 1-B |

| Col. | Escola                                | Enredo                                                  | Carnavalesco(a)                        | Pontos | Desempate        |
| ---- | ------------------------------------- | ------------------------------------------------------- | -------------------------------------- | ------ | ---------------- |
| 1    | Império Serrano                       | Bum Bum Paticumbum Prugurundum                          | Rosa Magalhães e Lícia Lacerda         | 187    | -                |
| 2    | Portela                               | Meu Brasil Brasileiro                                   | Edmundo Braga e Paulino Espírito Santo | 185    | -                |
| 3    | Imperatriz Leopoldinense              | Onde Canta o Sabiá                                      | Arlindo Rodrigues                      | 183    | -                |
| 4    | Estação Primeira de Mangueira         | As Mil e Uma Noites Cariocas                            | Fernando Pinto                         | 180    | Bateria (20 pts) |
| 5    | União da Ilha do Governador           | É Hoje                                                  | Max Lopes                              | 180    | Bateria (19 pts) |
| 6    | Beija-Flor                            | O Olho Azul da Serpente                                 | Joãosinho Trinta                       | 179    | -                |
| 7    | Mocidade Independente de Padre Miguel | O Velho Chico                                           | Maria Carmem de Souza                  | 176    | -                |
| 8    | Acadêmicos do Salgueiro               | No Reino do Faz de Conta                                | Geraldo Sobreiro e José Félix          | 170    | -                |
| 9    | Unidos da Tijuca                      | Lima Barreto, Mulato, Pobre, mas Livre                  | Renato Lage                            | 163    | -                |
| 10   | Unidos de Vila Isabel                 | Noel Rosa e os Poetas da Vila nas Batalhas do Boulevard | Viriato Ferreira                       | 158    | -                |
| 11   | Império da Tijuca                     | Iara, Ouro e Pinhão na Terra da Gralha Azul             | Orlando Pereira                        | 155    | -                |
| 12   | Unidos de São Carlos                  | Onde Há Rede Há Renda                                   | Edílson Ferreira                       | 149    | -                |

### Grupo 1-B
O desfile do Grupo 1-B (segunda divisão) foi organizado pela AESCRJ e realizado na Rua Marquês de Sapucaí, entre as 19 horas da segunda-feira, dia 22 de fevereiro de 1982, e as 9 horas do dia seguinte.
| Ordem dos desfiles |
| 1. União de Jacarepaguá 2. Unidos da Ponte 3. Unidos de Lucas 4. Lins Imperial 5. Unidos de Bangu 6. Acadêmicos de Santa Cruz 7. Império do Marangá 8. Arrastão de Cascadura 9. Unidos do Cabuçu 10. Arranco 11. Em Cima da Hora 12. Caprichosos de Pilares |

Quesitos e julgadores
As escolas foram avaliadas em dez quesitos.
| Quesitos | Quesitos                     | Valor         | Julgadores                     | Julgadores            |
| -------- | ---------------------------- | ------------- | ------------------------------ | --------------------- |
|          | Bateria                      | 1 a 10 pontos | Osman Giuseppe Gioia           | Wallace Wiener        |
|          | Harmonia                     | 1 a 10 pontos | Celestino Gomes Veríssimo      | Ricardo Medeiros      |
|          | Samba-Enredo                 | 1 a 10 pontos | Maria José Carneiro Campello   | Carmem Sheila         |
|          | Evolução                     | 1 a 10 pontos | Clara Semelles                 | Armando Nesi          |
|          | Fantasias                    | 1 a 10 pontos | Marie Louise Nery              | Auta Rojas Barreta    |
|          | Enredo                       | 1 a 10 pontos | Lélia Gonzalez                 | Nancy Valiadares      |
|          | Comissão de Frente           | 1 a 10 pontos | Paulo Gomes Garcez             | Anita Ridzi           |
|          | Alegorias e Adereços         | 1 a 10 pontos | Galileu Campos de Resende      | João Conrado Niemeyer |
|          | Mestre-Sala e Porta-Bandeira | 1 a 5 pontos  | Marly Leal                     | Nelice Fachinette     |
|          | Conjunto                     | 1 a 5 pontos  | Maria Augusta Machado da Silva | Ana Maria Brasileiro  |

#### Classificação
Caprichosos de Pilares foi a campeã, garantindo seu retorno à primeira divisão, de onde estava afastada desde 1961. A escola realizou um desfile sobre feiras livres. Vice-campeã, a Unidos da Ponte também foi promovida ao Grupo 1-A. Ponte e Santa Cruz somaram a mesma pontuação final. O desempate foi no quesito Bateria, onde a Ponte teve pontuação maior.
| Legenda: Promovidas ao Grupo 1-A / Desfile dos Campeões Rebaixadas para o Grupo 2-A * Sem informação disponível |

| Col. | Escola                   | Enredo                              | Carnavalesco(a)                      | Pontos | Desempate         |
| ---- | ------------------------ | ----------------------------------- | ------------------------------------ | ------ | ----------------- |
| 1    | Caprichosos de Pilares   | Moça Bonita não Paga                | Luiz Fernando Reis                   | 183    | -                 |
| 2    | Unidos da Ponte          | O Casamento de Dona Baratinha       | Geraldo Cavalcante                   | 174    | Bateria (18 pts)  |
| 3    | Acadêmicos de Santa Cruz | Braguinha, Carnaval de Sonho        | Lucas Pinto                          | 174    | Bateria (17 pts)  |
| 4    | Em Cima da Hora          | Popô, Papá, Bubu, Babá              | Ney Roris                            | 173    | Harmonia (20 pts) |
| 5    | Unidos de Lucas          | Lua Viajante                        | Carlinhos de Andrade e Roberto Costa | 173    | Harmonia (19 pts) |
| 6    | Arrastão de Cascadura    | Brasil Verde e Amarelo              | Silvinho                             | 163    | -                 |
| 7    | Lins Imperial            | Clementina, Uma Rainha Negra        | José Félix Garcez Netto              | 161    | -                 |
| 8    | Unidos do Cabuçu         | A Lenda do Dragão Dourado           | *                                    | 157    | -                 |
| 9    | Império do Marangá       | Lágrimas                            | *                                    | 153    | -                 |
| 10   | Unidos de Bangu          | Você Sabe como É                    | Ernesto Nascimento                   | 152    | -                 |
| 11   | Arranco                  | Como Vencer na Vida Sem Fazer Força | Geraldo Cavalcanti                   | 151    | -                 |
| 12   | União de Jacarepaguá     | Gosto Que Me Enrosco                | *                                    | 148    | -                 |

### Grupo 2-A
O desfile do Grupo 2-A (terceira divisão) foi organizado pela AESCRJ e realizado na Avenida Rio Branco, entre as 18 horas do domingo, dia 21 de fevereiro de 1982, e as 9 horas do dia seguinte.
| Ordem dos desfiles |
| 1. Acadêmicos da Cidade de Deus 2. Unidos de Manguinhos 3. São Clemente 4. Unidos do Uraiti 5. Tupy de Brás de Pina 6. Paraíso do Tuiuti 7. Independentes de Cordovil 8. Unidos do Jacarezinho 9. Acadêmicos do Engenho da Rainha 10. Unidos de Nilópolis 11. Grande Rio 12. Foliões de Botafogo |

Quesitos e julgadores
As escolas foram avaliadas em dez quesitos.
| Quesitos | Quesitos                     | Valor         | Julgadores              | Julgadores                    |
| -------- | ---------------------------- | ------------- | ----------------------- | ----------------------------- |
|          | Bateria                      | 1 a 10 pontos | Fernando Fernandes      | José Flavino Thomas           |
|          | Harmonia                     | 1 a 10 pontos | Haroldo Pereira Braga   | Herberto Filho                |
|          | Samba-Enredo                 | 1 a 10 pontos | Ricardo Trajano         | Saulo Bezerra de Mello        |
|          | Evolução                     | 1 a 10 pontos | Diana Magalhães         | Rainer Abras Vianna           |
|          | Fantasias                    | 1 a 10 pontos | Elcy da Costa Sayão     | Maria Agélica Lopes Gonçalves |
|          | Enredo                       | 1 a 10 pontos | Lia Dalva Jacy Grosso   | Pedro Aquino Noleto Filho     |
|          | Comissão de Frente           | 1 a 10 pontos | Heloísa Helena de Souza | Wanda Garcia                  |
|          | Alegorias e Adereços         | 1 a 10 pontos | Cláudia Lewinsohn       | Maria Helena Cholby           |
|          | Mestre-Sala e Porta-Bandeira | 1 a 5 pontos  | Francy Dias             | Neuza Maria                   |
|          | Conjunto                     | 1 a 5 pontos  | Antônio Calado          | Waldir Barcellos Machado      |

#### Classificação
Unidos do Jacarezinho foi a campeã, garantindo seu retorno à segunda divisão, de onde estava afastada desde 1978. A escola prestou um tributo ao sambista e compositor mineiro Geraldo Pereira, morto em 1955. Vice-campeã, Paraíso do Tuiuti também garantiu seu retorno à segunda divisão, de onde estava afastada desde 1978. Jacarezinho e Tuiuti somaram a mesma pontuação final. O desempate foi no quesito Bateria, onde a Jacarezinho teve pontuação maior.
| Legenda: Promovidas ao Grupo 1-B Rebaixadas para o Grupo 2-B * Sem informação disponível |

| Col. | Escola                          | Enredo                                           | Carnavalesco(a)               | Pontos | Desempate        |
| ---- | ------------------------------- | ------------------------------------------------ | ----------------------------- | ------ | ---------------- |
| 1    | Unidos do Jacarezinho           | Geraldo Pereira, Eterna Glória do Samba          | Jesué Silva e Moryd Baimaceda | 183    | Bateria (19 pts) |
| 2    | Paraíso do Tuiuti               | Alegria                                          | Maria Augusta                 | 183    | Bateria (18 pts) |
| 3    | São Clemente                    | As Intocáveis Tempestades de Dam                 | Carlinhos Andrade             | 181    | -                |
| 4    | Foliões de Botafogo             | Alegria Chegou                                   | *                             | 180    | -                |
| 5    | Acadêmicos do Engenho da Rainha | Terra de Toda Gente                              | *                             | 177    | -                |
| 6    | Unidos do Uraiti                | Morada do Amor da Rainha do Mar                  | *                             | 174    | -                |
| 7    | Unidos de Manguinhos            | A Criança no Alegre Mundo das Reinações          | *                             | 172    | -                |
| 8    | Unidos de Nilópolis             | Calanga, o Chico Rei                             | *                             | 170    | -                |
| 9    | Independentes de Cordovil       | Festa das Três Raças                             | José Félix e Braulino         | 165    | -                |
| 10   | Tupy de Brás de Pina            | Sobrenatural de Almeida, Dramaturgo do Mundo Cão | *                             | 159    | -                |
| 11   | Acadêmicos da Cidade de Deus    | A Voz do Povo É a Voz de Deus                    | *                             | 153    | -                |
| 12   | Grande Rio                      | Apoteose com Flores                              | *                             | 152    | -                |

### Grupo 2-B
O desfile do Grupo 2-B (quarta divisão) foi organizado pela AESCRJ e realizado na Avenida Rio Branco a partir de meia-noite e 10 minutos da terça-feira, dia 23 de fevereiro de 1982, se estendendo até as 6 horas e 30 minutos. O início estava marcado para as 18 horas de segunda-feira, mas atrasou devido ao desfile dos blocos Bafo da Onça e Cacique de Ramos.
| Ordem dos desfiles |
| 1. Unidos de Padre Miguel 2. União de Rocha Miranda 3. Império de Campo Grande 4. Unidos da Vila Santa Tereza 5. Unidos da Zona Sul 6. Acadêmicos do Cachambi 7. Unidos de Cosmos 8. União de Vaz Lobo |

#### Classificação
Unidos da Vila Santa Tereza foi a campeã, garantindo seu retorno à terceira divisão, de onde estava afastada desde 1978. A escola prestou um tributo ao cantor e compositor mineiro Ataulfo Alves, morto em 1969. Vice-campeão, Acadêmicos do Cachambi também foi promovido ao Grupo 2-A, divisão da qual estava afastado desde 1978. Vila, Cachambi e União de Vaz Lobo (terceira colocada) somaram a mesma pontuação final. As posições foram definidas no quesito de desempate, Bateria.
| Legenda: Promovidas ao Grupo 2-A * Sem informação disponível |

| Col. | Escola                      | Enredo                                                    | Carnavalesco(a)                     | Pontos | Desempate        |
| ---- | --------------------------- | --------------------------------------------------------- | ----------------------------------- | ------ | ---------------- |
| 1    | Unidos da Vila Santa Tereza | Ataulfo Alves, não Acadêmico, mas Imortal                 | Aírton Silva                        | 166    | Bateria (19 pts) |
| 2    | Acadêmicos do Cachambi      | Da Magia à Alegria. Quatro Tempos de Dança no Brasil      | *                                   | 166    | Bateria (18 pts) |
| 3    | União de Vaz Lobo           | N'Gola D'Janga Palmares                                   | Gerson Alves da Silva (Gás)         | 166    | Bateria (17 pts) |
| 4    | Império de Campo Grande     | Mestres da Música Popular Brasileira ou de Lalá a Candeia | *                                   | 165    | -                |
| 5    | Unidos de Cosmos            | Numa Noite, Um Dia no Rio                                 | Luiz Fernando Reis e Flávio Tavares | 163    | -                |
| 6    | União de Rocha Miranda      | A Festa do Bonfim                                         | Wilson Miranda                      | 161    | -                |
| 7    | Unidos de Padre Miguel      | Ari Barroso, o Gênio Imortal                              | Carlos Henrique                     | 152    | -                |
| 8    | Unidos da Zona Sul          | Só Presta Assim. O Mundo da Ilusão                        | Formiga                             | 149    | -                |

## Blocos de empolgação
Os desfiles dos blocos de empolgação foram organizados pela Federação dos Blocos Carnavalescos do Estado do Rio de Janeiro (FBCERJ). A apuração dos resultados foi realizada na sexta-feira, dia 26 de fevereiro de 1982, no Pavilhão de São Cristóvão.

### Grupo A-1

#### Classificação
Grilo de Bangu foi o campeão.
| Col. | Bloco                           | Pontos |
| ---- | ------------------------------- | ------ |
| 1    | Grilo de Bangu                  | 75     |
| 2    | Eles Que Digam                  | 74     |
| 3    | Independentes do Morro do Pinto | 72     |
| 4    | Onda Braba de Vista Alegre      | 70     |
| 5    | Beco do Sorriso                 | 69     |
| 5    | O Feitiço É Nosso               | 69     |
| 6    | Mocidade da Mallet              | 68     |
| 7    | Temporão de Cordovil            | 67     |
| 8    | Balanço da Mangueira            | 67     |
| 9    | Bacanas do Méier                | 67     |
| 9    | Bafo do Gato                    | 67     |
| 10   | Chuchu Beleza de Irajá          | 65     |
| 11   | Chamego de Benfica              | 64     |
| 12   | Cardosão das Laranjeiras        | 63     |
| 13   | Unidos de Oswaldo Cruz          | 61     |

### Grupo A-2

#### Classificação
Fala Meu Louro foi o campeão.
| Col. | Bloco                             | Pontos |
| ---- | --------------------------------- | ------ |
| 1    | Fala Meu Louro                    | 74     |
| 2    | Sineta do Engenho Novo            | 73     |
| 3    | Unidos de Botafogo                | 70     |
| 4    | Pantera do Engenho da Rainha      | 68     |
| 5    | Razão de Viver                    | 68     |
| 6    | Amendoeira                        | 65     |
| 7    | Bacanas da Piedade                | 63     |
| 8    | Caciquinho de Inhoaíba            | 60     |
| 9    | Caracol de Copacabana             | 59     |
| 10   | Escovão da Riachuelo              | 58     |
| 11   | Sufoco de Olaria                  | 57     |
| 12   | Avante de Guadalupe               | 55     |
| 13   | Tigre da Vila                     | 55     |
| 14   | Xodó de Oswaldo Cruz              | 54     |
| 15   | Império da Salsicha de Cavalcante | 48     |

### Grupo A-3

#### Classificação
Unidos da Gregório de Vigário Geral foi o campeão nos critérios de desempate.
| Col. | Bloco                               | Pontos |
| ---- | ----------------------------------- | ------ |
| 1    | Unidos da Gregório de Vigário Geral | 72     |
| 2    | Pena Vermelha de Madureira          | 72     |
| 3    | Furão de Olaria                     | 69     |
| 4    | Alegria da Capelinha                | 68     |
| 5    | Coração das Meninas                 | 64     |
| 6    | Mocidade de Pavuna                  | 60     |
| 7    | Tigre de Bonsucesso                 | 60     |
| 8    | Pulo da Onça                        | 60     |
| 9    | Bafo da Zebra                       | 60     |
| 10   | Urubu Cheiroso                      | 59     |
| 11   | Amores de Padre Miguel              | 58     |
| 12   | Bafo da Cobra                       | 57     |
| 13   | Lelé da Cuca                        | 57     |
| 14   | Irajá Samba                         | 52     |
| 15   | Gavião da Tijuca                    | 51     |
| 16   | Q70 de Pilares                      | 50     |

### Grupo A-4

#### Classificação
Unidos da Lapa foi o campeão.
| Col. | Bloco                           | Pontos |
| ---- | ------------------------------- | ------ |
| 1    | Unidos da Lapa                  | 75     |
| 2    | Cara de Boi                     | 69     |
| 3    | Magnatas de Engenheiro Pedreira | 67     |
| 4    | Cafonas de Bonsucesso           | 67     |
| 5    | Paz e Harmonia                  | 66     |
| 6    | Xavantes do Tingui              | 62     |
| 6    | Unidos da Vacaria               | 62     |
| 7    | Corações Amigos                 | 62     |
| 8    | Cheiroso da Penha               | 61     |
| 9    | Nasceu Mais Um                  | 59     |
| 10   | Não Me Toque de Brás de Pina    | 58     |
| 11   | Zebra de Madureira              | 57     |
| 12   | Tubarão de Bento Ribeiro        | 49     |

### Grupo A-5

#### Classificação
Mocidade Unida de Marechal Hermes foi o campeão.
| Col. | Bloco                             | Pontos |
| ---- | --------------------------------- | ------ |
| 1    | Mocidade Unida de Marechal Hermes | 75     |
| 2    | Unidos do Coqueiro                | 72     |
| 3    | Arrastão de Sepetiba              | 70     |
| 4    | Caprichosos de Santa Margarida    | 66     |
| 5    | Demorei mas Cheguei               | 64     |

## Blocos de enredo
Os desfiles dos blocos de enredo foram organizados pela FBCERJ. A apuração dos resultados foi realizada na sexta-feira, dia 26 de fevereiro de 1982, no Pavilhão de São Cristóvão.

### Grupo 1-A
O desfile do Grupo 1-A foi realizado na Rua Marquês de Sapucaí a partir das 23 horas e 5 minutos do sábado, dia 19 de fevereiro de 1982.

#### Classificação
Canários das Laranjeiras e Unidos da Vila Kennedy foram os campeões recebendo nota máxima em todos os quesitos, sendo impossível o desempate.
| Legenda: Desfile dos Campeões Rebaixados para o Grupo 1-B |

| Col. | Bloco                               | Enredo                                     | Pontos |
| ---- | ----------------------------------- | ------------------------------------------ | ------ |
| 1    | Canários das Laranjeiras            | Sua Alteza, o Príncipe Obá                 | 155    |
| 1    | Unidos da Vila Kennedy              | O Triunfal Cortejo dos Missais             | 155    |
| 2    | Quem Fala de Nós Não Sabe o Que Diz | Calendário Festivo Carioca                 | 153    |
| 3    | Unidos do Cabral                    | Noite de Gala                              | 152    |
| 4    | Unidos da Villa Rica                | O Letrista Letrado                         | 151    |
| 5    | Flor da Mina do Andaraí             | Ele Diz que Tem Banana para Dar e Vender   | 148    |
| 6    | Vai Se Quiser                       | Crendices Populares do Brasil              | 147    |
| 7    | Mocidade Independente de Inhaúma    | Ayê yê Bahia                               | 145    |
| 8    | Embalo do Catete                    | Dó, Re, Mi                                 | 139    |
| 9    | Bafo do Bode                        | Tem Português no Samba                     | 137    |
| 10   | Bafo do Leão                        | O que É Bom já Nasceu Feito                | 136    |
| 11   | Cacareco Unidos do Leblon           | Meio Século de Reco-Reco, Bolão e Azeitona | 136    |
| 12   | Unidos do Cantagalo                 | Festa da Penha em Tempo de Carnaval        | 136    |
| 13   | Unidos de São Cristóvão             | O Criador de Ilusões                       | 133    |

### Grupo 1-B

#### Classificação
Leão de Nova Iguaçu foi campeão nos critérios de desempate, sendo promovido ao Grupo 1-A junto com Difícil É o Nome e Alegria de Copacabana.
| Legenda: Promovidos ao Grupo 1-A Rebaixados para o Grupo 2-A |

| Col. | Bloco                        | Enredo                          | Pontos |
| ---- | ---------------------------- | ------------------------------- | ------ |
| 1    | Leão de Nova Iguaçu          | *                               | 150    |
| 2    | Difícil É o Nome             | Notável Grande Otelo            | 150    |
| 3    | Alegria de Copacabana        | Bahia de Todos os Deuses        | 148    |
| 4    | Namorar Eu Sei               | *                               | 144    |
| 5    | Boêmios do Andaraí           | Exeê Babá                       | 143    |
| 6    | Coroado de Jacarepaguá       | *                               | 142    |
| 7    | Mocidade de Guararapes       | *                               | 139    |
| 8    | Mocidade de São Matheus      | Noite de Folia                  | 130    |
| 9    | Caprichosos de Bento Ribeiro | Brasil dos Bandeirantes         | 128    |
| 10   | Unidos da São Brás           | Zumbi Rei dos Palmares          | 128    |
| 11   | Rosa de Ouro                 | *                               | 126    |
| 12   | Imperial de Lucas            | Memórias de um Cabo de Vassoura | 124    |
| 13   | Boêmios da Vila Aliança      | *                               | 120    |
| 14   | Vem como Pode                | *                               | 116    |

### Grupo 2-A

#### Classificação
Acadêmicos do Vidigal foi o campeão, sendo promovido ao Grupo 1-B junto com Boi da Freguesia da Ilha do Governador e Unidos do Jardim Botânico.
| Legenda: Promovidos ao Grupo 1-B Rebaixados para o Grupo 2-B |

| Col. | Bloco                                  | Enredo                                      | Pontos |
| ---- | -------------------------------------- | ------------------------------------------- | ------ |
| 1    | Acadêmicos do Vidigal                  | Um Baile da Corte Negra                     | 85     |
| 2    | Boi da Freguesia da Ilha do Governador | Perde, Ganha, a Ilusão Continua             | 84     |
| 3    | Unidos do Jardim Botânico              | *                                           | 84     |
| 4    | Império de Botafogo                    | *                                           | 83     |
| 5    | Xuxu                                   | *                                           | 83     |
| 5    | Cometas do Bispo                       | Raízes do Samba                             | 83     |
| 6    | Boêmios de Inhaúma                     | Música, Amor e Dor, Lado a Lado - Noel Rosa | 82     |
| 7    | Força Jovem do Horto                   | Olê Mulher Rendeira                         | 82     |
| 8    | Turma da Chupeta                       | *                                           | 82     |
| 9    | Corações Unidos de Bonsucesso          | *                                           | 79     |
| 10   | Arame de Ricardo                       | Baile de Máscara                            | 78     |
| 11   | Samba como Pode                        | O Como Pode, Solta os Bichos                | 74     |
| 12   | Baba do Quiabo                         | Cinza Que Te Quero Verde                    | 70     |
| 13   | Coração de Éden                        | Fantástico Reino de Momo                    | 70     |

### Grupo 2-B

#### Classificação
Império da Gávea foi o campeão, sendo promovido ao Grupo 1-B.
| Legenda: Promovido ao Grupo 1-B Promovidos ao Grupo 2-A Rebaixados para o Grupo 3-A |

| Col. | Bloco                           | Enredo                                       | Pontos |
| ---- | ------------------------------- | -------------------------------------------- | ------ |
| 1    | Império da Gávea                | *                                            | 85     |
| 2    | Sai Como Pode                   | Mar, Jardim das Sereias                      | 80     |
| 3    | Embalo do Morro do Urubu        | *                                            | 79     |
| 4    | Mocidade do Lins                | Da Bahia à Praça Onze, com Tempero Popular   | 76     |
| 5    | Mocidade de Vicente de Carvalho | *                                            | 74     |
| 6    | Deixa Comigo                    | Carnaval, Uma Fantástica Loucura             | 73     |
| 7    | Mocidade de Rocha Miranda       | *                                            | 72     |
| 8    | Unidos do Rio Comprido          | A História do Sete                           | 71     |
| 9    | Mocidade do Grajaú              | A Noite em que a Natureza Sonhou             | 70     |
| 10   | Acadêmicos de Bento Ribeiro     | Carnaval, o Delírio do Povo                  | 67     |
| 11   | Rouxinol da Penha               | Jogo de Búzios                               | 67     |
| 12   | Alegria de Padre Miguel         | Amor Pede Passagem e Cai nos Braços da Folia | 65     |
| 13   | Quem Quiser Pode Vir            | *                                            | 0      |
| 14   | Bloco do China                  | Maranhão, Seu Folclore e Sua Gente           | 0      |

### Grupo 3-A

#### Classificação
Acadêmicos da Abolição foi campeão nos critérios de desempate, sendo promovido ao Grupo 2-A.
| Legenda: Promovido ao Grupo 2-A Promovidos ao Grupo 2-B Rebaixados para o Grupo 3-B |

| Col. | Bloco                           | Enredo                           | Pontos |
| ---- | ------------------------------- | -------------------------------- | ------ |
| 1    | Acadêmicos da Abolição          | *                                | 82     |
| 2    | Custou mas Saiu                 | O Retrato de um Sambista         | 82     |
| 3    | Garrafal                        | Estão Voltando as Flores         | 80     |
| 4    | Solta o Bicho                   | *                                | 79     |
| 5    | Unidos do Parque Felicidade     | *                                | 76     |
| 6    | Unidos da Laureano              | Braguinha - 50 anos de Alegria   | 75     |
| 7    | Império do Gramacho             | Amor, Amor, Amor                 | 74     |
| 8    | Lambe Copo                      | *                                | 74     |
| 9    | Bloco do Barriga                | Portela, Sua Vida e Suas Glórias | 74     |
| 10   | Só Falta Você                   | Doce Sonho Infantil              | 70     |
| 11   | Mocidade Peteca da Paraná       | A Lenda do Talismã de Quiximbi   | 70     |
| 12   | Mocidade Unida do Estácio de Sá | *                                | 68     |
| 13   | Carinhoso da Penha Circular     | *                                | 68     |
| 14   | Diplomatas de Anchieta          | *                                | 55     |

### Grupo 3-B

#### Classificação
Mataram Meu Gato foi o campeão, sendo promovido ao Grupo 2-B.
| Legenda: Promovido ao Grupo 2-B Promovidos ao Grupo 3-A Rebaixados para o Grupo 4 |

| Col. | Bloco                          | Enredo                                       | Pontos |
| ---- | ------------------------------ | -------------------------------------------- | ------ |
| 1    | Mataram Meu Gato               | Viva o Carnaval                              | 84     |
| 2    | Boca na Garrafa                | O Bem e o Mal                                | 81     |
| 3    | Novo Horizonte                 | *                                            | 79     |
| 4    | Gavião de Brás de Pina         | Amazônia a Cobiça do Mundo                   | 79     |
| 5    | Os Brasinhas                   | Raízes de uma Crença                         | 77     |
| 6    | Unidos de Edson Passos         | O Acalanto que Mãe Preta me Contou           | 73     |
| 7    | Mocidade de Camará             | As Rosas Não Falam                           | 72     |
| 8    | Infantes da Piedade            | *                                            | 72     |
| 9    | Inocentes do Jardim Metrópoles | *                                            | 71     |
| 10   | Durinhos de Padre Miguel       | O Soldado Desconhecido da Grandeza do Brasil | 67     |
| 11   | Três Unidos do Lote XV         | *                                            | 62     |
| 12   | Embaixadores da Paulo Ramos    | A Ordem do Rei é Sambar                      | 59     |
| 13   | Unidos da Fazenda              | Amores de Carnaval                           | 58     |
| 14   | Estrela do Bairro Magali       | As Coloridas Loucuras dos Carnavais Carioca  | 50     |

### Grupo 4

#### Classificação
Unidos da Venda Grande e Arrastão de São João foram os campeões recebendo as mesmas notas de todos os julgadores, sendo impossível o desempate. Os dois blocos foram promovidos ao Grupo 3-A.
| Legenda: Promovido ao Grupo 3-A Promovidos ao Grupo 3-B Rebaixados para o Grupo 5 |

| Col. | Bloco                       | Enredo                                | Pontos |
| ---- | --------------------------- | ------------------------------------- | ------ |
| 1    | Unidos da Venda Grande      | A Natureza Pede SOS                   | 84     |
| 1    | Arrastão de São João        | Paraná de Iara e Gupi                 | 84     |
| 2    | Dragão de Camará            | Inesquecível Dalva de Oliveira        | 81     |
| 3    | Amizade da Água Branca      | Contos de Fadas                       | 79     |
| 4    | Dilema da Vila de Ramos     | Uma Voz na Varanda do Paço Ecoou      | 77     |
| 5    | Globo de Ouro               | *                                     | 75     |
| 6    | Dragão de Irajá             | *                                     | 75     |
| 7    | Solidão de Cabuis           | Maravilhosas Regiões                  | 74     |
| 8    | Suco de Camarão             | Festas, Danças e Bailados Nordestinos | 69     |
| 9    | Batutas de Cordovil         | *                                     | 69     |
| 10   | Mocidade de Santa Margarida | Amazonas                              | 67     |
| 11   | Hora Certa                  | Feitiço Negro                         | 64     |
| 12   | Alegria do Parque           | Origens, Histórias e Lendas do Café   | 61     |
| 13   | Baixada do Sapo             | *                                     | 45     |

### Grupo 5

#### Classificação
Dragão de Nilópolis foi o campeão, sendo promovido ao Grupo 3-B.
| Legenda: Promovido ao Grupo 3-B Promovidos ao Grupo 4 Rebaixados para o Grupo 6 |

| Col. | Bloco                              | Enredo                              | Pontos |
| ---- | ---------------------------------- | ----------------------------------- | ------ |
| 1    | Dragão de Nilópolis                | *                                   | 84     |
| 2    | Nosso Sonho                        | *                                   | 83     |
| 3    | Surpresa de Realengo               | Bahia dos Meus Amores               | 81     |
| 4    | Cem de Nilópolis                   | Raízes                              | 80     |
| 5    | Unidos de Antares                  | Uma História Sem Autor "O Folclore" | 71     |
| 6    | União da Vila                      | Lembrança dos Carnavais de Outrora  | 67     |
| 7    | Coroado de Santa Cruz              | *                                   | 67     |
| 8    | Veneno da Suburbana                | Assim Nasceu o Brasil               | 63     |
| 9    | Estrela de Madureira               | *                                   | 63     |
| 10   | Xodó das Meninas do Jardim América | *                                   | 62     |
| 11   | Unidos do Gramacho                 | O Rei dos Picadeiros                | 61     |
| 12   | Mocidade Camarista Méier           | Carlos Gomes                        | 60     |
| 13   | Anjo da Guarda                     | Carnaval, Amado da Bahia Amada      | 49     |

### Grupo 6

#### Classificação
Unidos do Catruz foi campeão nos critérios de desempate, sendo promovido ao Grupo 4.
| Legenda: Promovido ao Grupo 4 Promovidos ao Grupo 5 Rebaixados para o Grupo 7 |

| Col. | Bloco                      | Enredo                             | Pontos |
| ---- | -------------------------- | ---------------------------------- | ------ |
| 1    | Unidos do Catruz           | O Gato Malhado e a Andorinha Sinhá | 84     |
| 2    | Passa a Régua de Bangu     | *                                  | 84     |
| 2    | Unidos da Pereira da Silva | Meio Século de Braguinha           | 84     |
| 3    | Aventureiros do Leme       | *                                  | 82     |
| 4    | União da Ponte             | *                                  | 78     |
| 5    | Unidos da Vila Jardim      | *                                  | 71     |
| 6    | Bole-Bole                  | *                                  | 71     |
| 7    | Independente               | *                                  | 71     |
| 8    | Império de Bonsucesso      | *                                  | 70     |
| 9    | Acadêmicos do Engenho Novo | *                                  | 70     |
| 10   | Bloco da Mocidade          | *                                  | 67     |
| 11   | Amor a Natureza            | *                                  | 66     |
| 12   | Paz e Amor                 | Primeira Missa no Brasil           | 0      |
| 13   | Estrela de Jacarepaguá     | Fusão das Raças                    | 0      |

### Grupo 7

#### Classificação
Unidos da Galeria foi o campeão, sendo promovido ao Grupo 5.
| Legenda: Promovido ao Grupo 5 Promovidos ao Grupo 6 Rebaixados para o Grupo 8 |

| Col. | Bloco                            | Enredo                              | Pontos |
| ---- | -------------------------------- | ----------------------------------- | ------ |
| 1    | Unidos da Galeria                | O Mundo Fascinante das Três Rainhas | 82     |
| 2    | Roda Quem Pode                   | *                                   | 79     |
| 3    | Gavião de Jacarepaguá            | *                                   | 78     |
| 4    | Unidos do Anil                   | *                                   | 77     |
| 5    | Unidos da Roquete Pinto          | Sonho de uma Menina                 | 75     |
| 6    | Os Liberais do Andaraí           | *                                   | 74     |
| 7    | Chamego de Turiaçu               | Triunfos e Glórias Brasileiras      | 74     |
| 8    | Acadêmicos dos Prazeres          | A Magia da Ribalta                  | 73     |
| 9    | Passo do Ganso                   | *                                   | 73     |
| 10   | Teimosos da Vila                 | *                                   | 67     |
| 11   | Mamãe não Deixa                  | 7 Anos de Estórias                  | 65     |
| 12   | União da Vila Realengo           | Recife, Seu Folclore e Beleza       | 65     |
| 13   | Brinca Quem Pode de Santa Tereza | *                                   | 61     |
| 14   | Sentinelas de Pilares            | Rapsódia Infantil                   | 59     |

### Grupo 8

#### Classificação
Portelinha foi o campeão, sendo promovido ao Grupo 6.
| Legenda: Promovido ao Grupo 6 Promovidos ao Grupo 7 Rebaixados para o Grupo 9 |

| Col. | Bloco                      | Enredo                 | Pontos |
| ---- | -------------------------- | ---------------------- | ------ |
| 1    | Portelinha                 | *                      | 85     |
| 2    | Balanço do Jardim Palmares | Festa da Uva           | 81     |
| 3    | Unidos da Fronteira        | Sem Querer Querendo    | 77     |
| 4    | Luar de Prata              | *                      | 73     |
| 5    | Vem Manso de Padre Miguel  | *                      | 69     |
| 6    | Paraíso da Alvorada        | Do Engenho a Mineração | 68     |
| 7    | Gavião da Baixada          | *                      | 68     |
| 8    | Engrossa                   | *                      | 67     |
| 9    | Mocidade do Samba          | Senhora do Mar         | 66     |
| 10   | Flor da Vila Tiradentes    | *                      | 65     |
| 11   | Unidos do Bairro Central   | *                      | 47     |
| 12   | União de Del Castilho      | *                      | 0      |
| 13   | Ases de Cascadura          | *                      | 0      |
| 14   | Cascudo de Rocha Miranda   | *                      | 0      |

### Grupo 9

#### Classificação
Sangue Jovem foi o campeão, sendo promovido ao Grupo 7. Todos os demais blocos foram promovidos ao Grupo 8.
| Legenda: Promovido ao Grupo 7 Promovidos ao Grupo 8 |

| Col. | Bloco                   | Enredo                                   | Pontos |
| ---- | ----------------------- | ---------------------------------------- | ------ |
| 1    | Sangue Jovem            | O Canto da Jandaia                       | 85     |
| 2    | Sai Quem Quer           | Do Kaniná ao Kaurup, a Origem dos Homens | 81     |
| 3    | Unidos da Rocinha       | *                                        | 79     |
| 4    | Unidos da Vila São Luiz | *                                        | 77     |
| 5    | Unidos da Curtição      | Abolição da Escravidão                   | 71     |
| 6    | Imperadores do Samba    | Os Doze Ministros de Xangô               | 65     |
| 7    | Mimo de Acari           | *                                        | 70     |
| 8    | Império do Gato         | Viemos do Lado de Lá                     | 69     |
| 9    | Pavão da Vila Rosário   | Verão Carioca                            | 64     |
| 10   | Unidos da Penha         | Rio de Janeiro                           | 51     |

### Grupo extra
O desfile do grupo extra foi realizado em Paquetá e teve a participação de dois blocos.
| Col. | Bloco               | Pontos |
| ---- | ------------------- | ------ |
| 1    | Silêncio do Amor    | 80     |
| 2    | Unidos de São Roque | 77     |

## Frevos carnavalescos
O desfile dos clubes de frevo foi realizado a partir das 19 horas do sábado, dia 20 de fevereiro de 1982, na Avenida Rio Branco.
Quesitos e julgadores
Os clubes foram avaliados em cinco quesitos com notas de um a dez.
| Quesito | Quesito               | Julgador          |
| ------- | --------------------- | ----------------- |
|         | Evolução              | Dora Lipka        |
|         | Fantasias             | Mario de Oliveira |
|         | Música                | Pedrinho Sampaio  |
|         | Conjunto de Passistas | Cecília Vainstok  |
|         | Enredo                | Luis Oswaldo      |

### Classificação
Mixto Toureiro foi o campeão, quebrando o jejum de 25 anos sem conquistas.
| Col. | Frevo                         | Enredo                                    | Pontos | Premiação   |
| ---- | ----------------------------- | ----------------------------------------- | ------ | ----------- |
| 1    | Misto Toureiros               | As Sete Notas Musicais                    | 54     | Cr$ 320 mil |
| 2    | Lenhadores                    | O Mundo Alegre do Circo                   | 51     | Cr$ 204 mil |
| 3    | Bola de Ouro                  | Maracatu, Estrela Brilhante Pede Passagem | 50     | Cr$ 156 mil |
| 4    | Vassourinhas                  | Aquarela Carioca                          | 47     | -           |
| 5    | Pás Douradas                  | As Quatro Faces da Nação Rubro-Negra      | 46     | -           |
| 6    | Batutas da Cidade Maravilhosa | Maravilhas da Corte do Frevo              | 44     | -           |
| 7    | Prato Misterioso              | Reisado Imperial                          | 43     | -           |

## Ranchos carnavalescos
O desfile dos ranchos foi realizado na noite da terça-feira, dia 23 de fevereiro de 1982, na Avenida Rio Branco.

### Grupo 1-A

#### Classificação
O rancho Decididos de Quintino foi campeão. Recreio da Saúde foi desclassificados em todos os quesitos por satirizar os julgadores do ano anterior, o que era proibido pelo regulamento.
| Legenda: Campeão * Sem informação disponível |

| Col. | Rancho                | Enredo                          | Pontos |
| ---- | --------------------- | ------------------------------- | ------ |
| 1    | Decididos de Quintino | O Folclore                      | 87     |
| 2    | Unidos do Cunha       | Canções Imortais de Ari Barroso | 73     |
| 3    | Azulões da Torre      | *                               | 71     |
| 4    | Flor de Madureira     | *                               | 69     |
| 5    | Lira de Vila Isabel   | *                               | 68     |
| 6    | Recreio da Saúde      | Homenagem aos Jurados de 81     | 10     |

### Grupo 1-B

#### Classificação
O rancho Aliados de Quintino foi campeão.
| Col. | Rancho                   | Pontos |
| ---- | ------------------------ | ------ |
| 1    | Aliados de Quintino      | 84     |
| 2    | Império de São Cristóvão | 73     |
| 3    | Alegria de Santo Cristo  | 61     |
| 4    | União dos Caçadores      | 61     |
| 5    | Independentes do Catumbi | 60     |
| 6    | Parasitas de Ramos       | 57     |

## Sociedades carnavalescas
O desfile das grandes sociedades foi realizado na noite da sexta-feira, dia 19 de fevereiro de 1982, na Avenida Rio Branco.

### Classificação
Diplomatas da Tiradentes foi o campeão.
| Col. | Sociedade                | Pontos |
| ---- | ------------------------ | ------ |
| 1    | Diplomatas da Tiradentes | 36     |
| 2    | Clube dos Embaixadores   | 36     |
| 3    | Filhos de Ébano          | 35     |
| 4    | Pierrots das Cavernas    | 34     |
| 5    | Embaixada do Sossego     | 33     |
| 6    | Clube dos Fenianos       | 33     |
| 7    | Tenentes do Diabo        | 33     |
| 8    | Clube dos Independentes  | 32     |
| 9    | Clube dos Cariocas       | 30     |
| 10   | Lordes                   | 29     |
| 11   | Turunas de Monte Alegre  | 27     |

## Desfile dos Campeões
O Desfile dos Campeões foi realizado na Rua Marquês de Sapucaí, entre as 21 horas do sábado, dia 27 de fevereiro de 1982, e as 5 horas e 15 minutos do dia seguinte. Participaram do desfile as escolas campeãs e vice-campeãs dos grupos 1-A e 1-B junto com os campeões e o vice-campeão do Grupo 1-A dos blocos de enredo. O desfile teve recorde de público nas arquibancadas, superando o desfile oficial de domingo.
| Ordem dos desfiles |
| 1. Quem Fala de Nós Não Sabe o Que Diz 2. Canários das Laranjeiras 3. Unidos da Vila Kennedy 4. Unidos da Ponte 5. Caprichosos de Pilares 6. Portela 7. Império Serrano |